# Patianska cerina
Patianska cerina je národní přírodní rezervace v katastrálním území Dolný Ďur obce Veľký Ďur v okrese Levice v Nitranském kraji na Slovensku. Území bylo vyhlášeno v roce 1927 a jeho rozloha je 26,5 hektaru. Předmětem ochrany je jeden z nejzachovalejších porostů dubu ceru (Quercus cerris) na jižním Slovensku.